# 1theK
1theK(원더케이)는 카카오엔터테인먼트에서 2014년에 론칭한 브랜드이다. 유튜브 채널의 표기명은 1theK (원더케이)이다. 카카오엔터테인먼트가 유통하는 공식 채널이기 때문에 여기에 올라온 뮤비 조회수는 음방 순위에 포함된다. 기본적으로 뮤직 비디오나 쇼케이스가 올라온다. 원더케이 자체 웹예능 콘텐츠도 1theK 채널에 올라오다가 2019년 6월부터 1theK Originals라는 채널을 따로 분리해서 올리기 시작했다.

## 콘텐츠
- ASK IN A BOX
- IN&OUT DANCE(인앳아웃 댄스)
- Special Clip
- Live ONE(라이브원)
- KPOP COVER BATTLE Legend VS Rookie (차트 밖 1위 시즌2)
- RUN TO YOU
- Spot Interview(좌표인터뷰)
- STAR MEME CHAT(고독한 덕계방)
- Q! My Dance(맞춤)
- GAP CRUSH(내돌의 온도차)
- GODRAOKE(프로의 노래방)
- Suit Dance(수트 댄스)
- GOD OF KPOP CHART(차트 밖 1위)
- OMG LIVE(無뜬금라이브)
- DANCE WAR(댄스워)
- What The!? ASMR(왓더ASMR)
- Let's Dance(척척박자)
- LivePhoto(라이브포토)
- Who's Live(후즈라이브)
- Empathize Live(공감라이브)
- Dance Sprit(댄스피릿)
- My Songs In The Street(내 노래가 들려)
- Go! Relay Live(고릴라)
- The Song For You(오직 너를 위한 라이브)
- [FanMagazine with Kakao X 1theK]
- Showcase
- STAR PLAYLIST(스타와 나의 플레이리스트)
- IDOR ARCADE(대기실 옆 오락실)
- WAITINGROOM LIVE(대기실 옆 라이브)
- Color LIVE(컬러라이브)
- BORN HATER (본헤이터)
- 어마어마한 프로젝트
- STAGE MAKERS
- IDOR 360 WORLD(아이돌360월드)
- LYRIKCINEMA(리릭시네마)
- Lyric Video(리릭비디오)
- #hashtag(해시태그)
- THIS CUT(디스컷)
- The Qmentary(더큐멘터리)
- SCHOOL RADIO(스쿨라디오)
- 시리에게 노래를 불러주었다(Sing to Siri)
- WONDER LIVE
- CHEMITEST(케미테스트)
- OVEN RADIO(오븐라디오)
- CLUB99(클럽99)
- Playlist
- Special Feature

## 오리지널 콘텐츠
- 가창/댄스 퍼포먼스
  - Special Clip
  - MR은 거들 뿐
  - 無뜬금라이브
  - 내돌의 온도차
  - 수트댄스
  - RUN TO YOU
- 예능/인터뷰
  - 본인 등판
- 생중계
  - Live ONE